# Сапаров, Али Хамидович
Али́ Хами́дович Сапа́ров (13 сентября 1963 года, Грозный, Чечено-Ингушская АССР, РСФСР, СССР) — российский художник, Народный художник Республики Ингушетия (2007), заслуженный художник Чеченской Республики (2018), член Союза художников России (2013).

## Биография
В 1980 году одновременно окончил среднюю школу в Чечен-Ауле и детскую художественную школу в Грозном. В 1981—1983 годах служил в армии. После окончания службы учился в Абрамцевском художественно-промышленном училище имени Васнецова (отделение «Художественная обработка дерева»). В 1996 году окончил художественно-графическое отделение Чеченского государственного педагогического университета. В 1997—2007 годах преподавал в Грозненской детской художественной школе. В 1999 году был вольнослушателем Краковской академии искусств имени Яна Матейко (Польша). В 2000—2003 годах жил в Стамбуле. Участвовал во многих республиканских, всероссийских и международных выставках. Целый ряд его работ выполнен в технике эбру.